# Benigna Gottlieb von Trotha gt Treyden
Benigna Gottlieb von Trotha gt Treyden (15 de octubre de 1703-5 de noviembre de 1782) duquesa consorte de Curlandia y Semigalia al casarse con el duque Ernst Johann von Biron.
En 1720 fue nombrada dama de honor de la duquesa viuda regente de Curlandia, Ana de Rusia, y en 1723 se casó con el asesor de Ana. Al parecer, el matrimonio fue arreglado por Ana en un intento de ocultar su propia relación con Biron. Cuando Ana se convirtió en emperatriz de Rusia en 1730, la pareja Biron la siguió a Rusia, conservando su posición como asesor y dama de compañía. 
Cuando su esposo fue nombrado duque de Curlandia y Semigalia, el 1737, fue condecorada con la Orden de Santa Catalina. Compartió el encarcelamiento de su marido en 1740 y volvió con él a Curlandia, el 1763, donde pasó el resto de su vida en la corte de Mitau. Publicó un libro de poemas religiosos en alemán, titulado  Eine große Kreuztragerin editado en Moscú en 1777. 

## Descendencia
- Peter von Biron (1724-1800)
- Hedvig Elizabeth von Biron (1727-1797)
- Carlos Ernesto (1728-1801)